# درجة حرارة الجسم الأساسية
درجة حرارة الجسم الاساسية (الاسم العلمي: Basal body temperature) أو درجة حرارة الجسم القاعدية ، هي درجة حرارة الجسم عند تواجده في حالة استرخاء تام . أو بمعنى اخر درجة حرارة الجسم الاساسية هي أدنى درجة حرارة حققها الجسم خلال الراحة (عادة أثناء النوم).
يتم قياسها عادة مباشرة بعد الاستيقاظ وقبل أن يتم إجراء أي نشاط بدني، على الرغم من أن قياس درجة الحرارة في ذلك الوقت هو أعلى إلى حد ما من الصحيح.

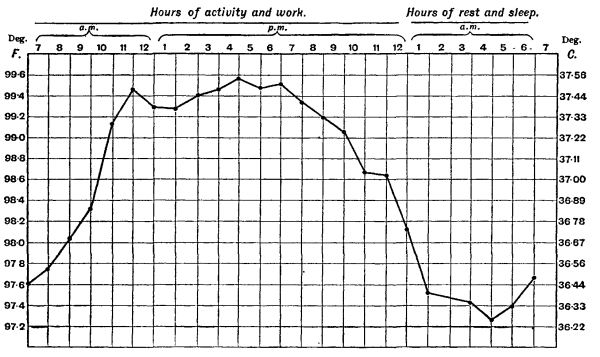
شكل.(1)اختلاف نهاري في درجة حرارة الجسم، بدءا من معلومات عن val 37.5 U = ° C 10:00 حتي 18:00، وانخفض إلى حوالي val 36.4 U = ° C من 2:00 إلى 6 صباحا

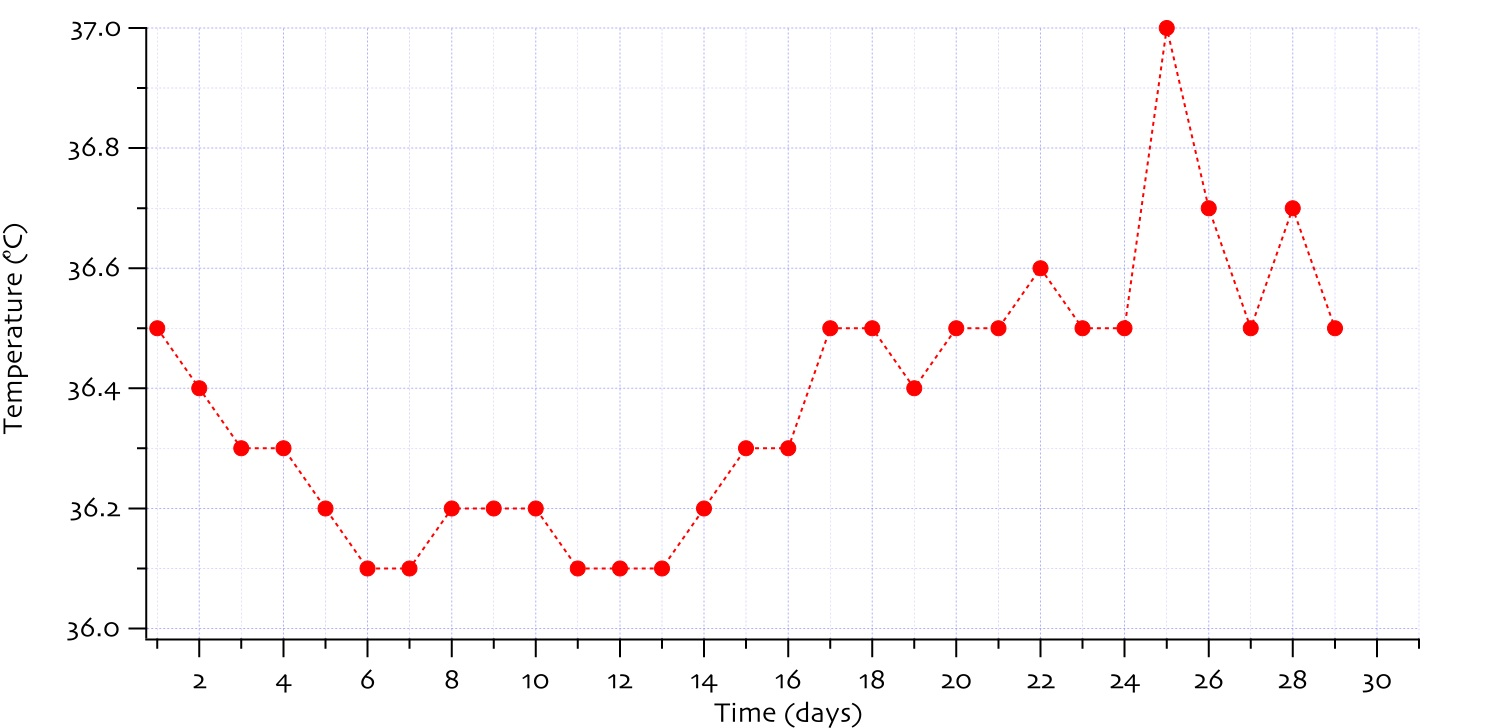
مثال على درجة حرارة الجسم الأساسية مبيّنة على رسم بياني لدورة شهرية من 29 يوماً. التقطت درجات الحرارة عن طريق الفم بواسطة ميزان الحرارة العادي كل يوم صباحاً. قراءات درجة الحرارة حساسة جدا للتغيرات في انتظام النوم (على سبيل المثال انظر قراءة يوم 25).
- يبدأ الحيض في اليوم 1.
- يحدث ارتفاع في درجة الحرارة بين أيام 14 و 18 وذلك مؤشر على الإباضة.

## طريقة تنظيم النسل (BBT)

### الأنماط الثنائية هرمونية الاسباب
وجود مستويات أعلى من الاستروجين خلال الطور (الجريبي) ما قبل التبويض من الدورة الشهرية أقل من BBTs . مستويات البروجسترون العالي الصادر من الجسم الأصفر بعد الإباضة يلاحظ ارتفاع درجات الحرارة BBTs. يمكن أن الأكثر شيوعا أن ينظر إلى يوم بعد التبويض ، ولكن هذا يختلف ويمكن فقط BBTs أن تستخدم لتقدير الإباضة داخل نطاق ثلاثة أيام
.

### أثناء محاولة الحمل
في غالبية النساء السيدة تكون قابلة للاخصاب بشكل كبير في منتصف الدورة الشهرية أو بعد حوالى أسبوعين من بداية آخر دورة. ويكون هنالك فرصة للمرأة من ثلاثة إلى أربعة أيام لبدء الإخصاب والحمل. وخلال هذه الفترة فإن البويضة الناضجة تدخل في قناة فالوب في انتظار الحيوان المنوى لتلقيحها.
وإذا انقطعت الدورة الشهرية .. فهذا معناه حدوث الحمل.
ولتزويد احتمالية حدوث الحمل والإخصاب، على المرأة حساب عملية التبويض وتعلم كيفية حساب درجة حرارة الجسم الأساسية والتي تزيد نصف درجة عن حرارة الجسم الطبيعية أثناء التبويض كما تنزل الإفرازات المخاطية من الرحم (Basal body temperature and cervical mucus) وكليهما يعطى المرأة الاستنتاج بميعاد التبويض الفعلى.
.

### أثناء منع الحمل

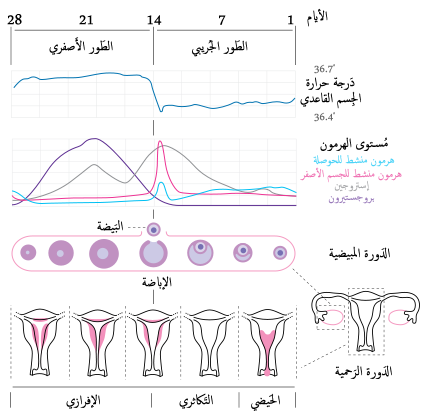
شكل.(3)الدورة الشهرية

تستخدم الرسوم البيانية لدرجة حرارة الجسم الاساسية في بعض طرق الوعي بالخصوبة، هي إحدى الوسائل الطبيعية لمنع الحمل. و يقصد بها أن تستطيع السيدة تحديد فترة الخصوبة وفترة الأمان خلال دورة الطمث. ويمكن أن تستخدم لتحديد بداية مرحلة ما بعد التبويض . ومع ذلك فان درجة حرارة الجسم القاعدية، BBTs تظهر فقط عند حدوث التبويض ، تعتمد تلك الوسيلة على أن دورة الطمث ( بداية من نزول الدورة الشهرية و حتى نزول الدورة الشهرية التالية ) تمر بفترتين مختلفتين:
- فترة الخصوبة والتي يمكن حدوث حمل خلالها
- و فترة الأمان التي لا يمكن حدوث حمل خلالها.

فإذا استطاعت السيدة التمييز بين الفترتين حتى تمتنع عن الجماع أو تستخدم وسيلة إضافية لمنع الحمل خلال فترة الخصوبة، فبذلك لن يحدث حمل.

## وصلات خارجية
- Basal Body Temperature Changes - Sign of an Early Pregnancy ? نسخة محفوظة 13 نوفمبر 2012 على موقع واي باك مشين.
- BBT Q&A, with an example of a BBT chart
- Free spreadsheet to chart your BBT
- More information on your Basal Body Temperature (BBT) نسخة محفوظة 8 نوفمبر 2014 على موقع واي باك مشين.